# Rötenbach (Eyach)
Der Rötenbach, auch Großer Kohlgrabenbach genannt, ist ein 4,3 Kilometer langer, linker Zufluss der Eyach im Zollernalbkreis.

## Geographie

### Verlauf

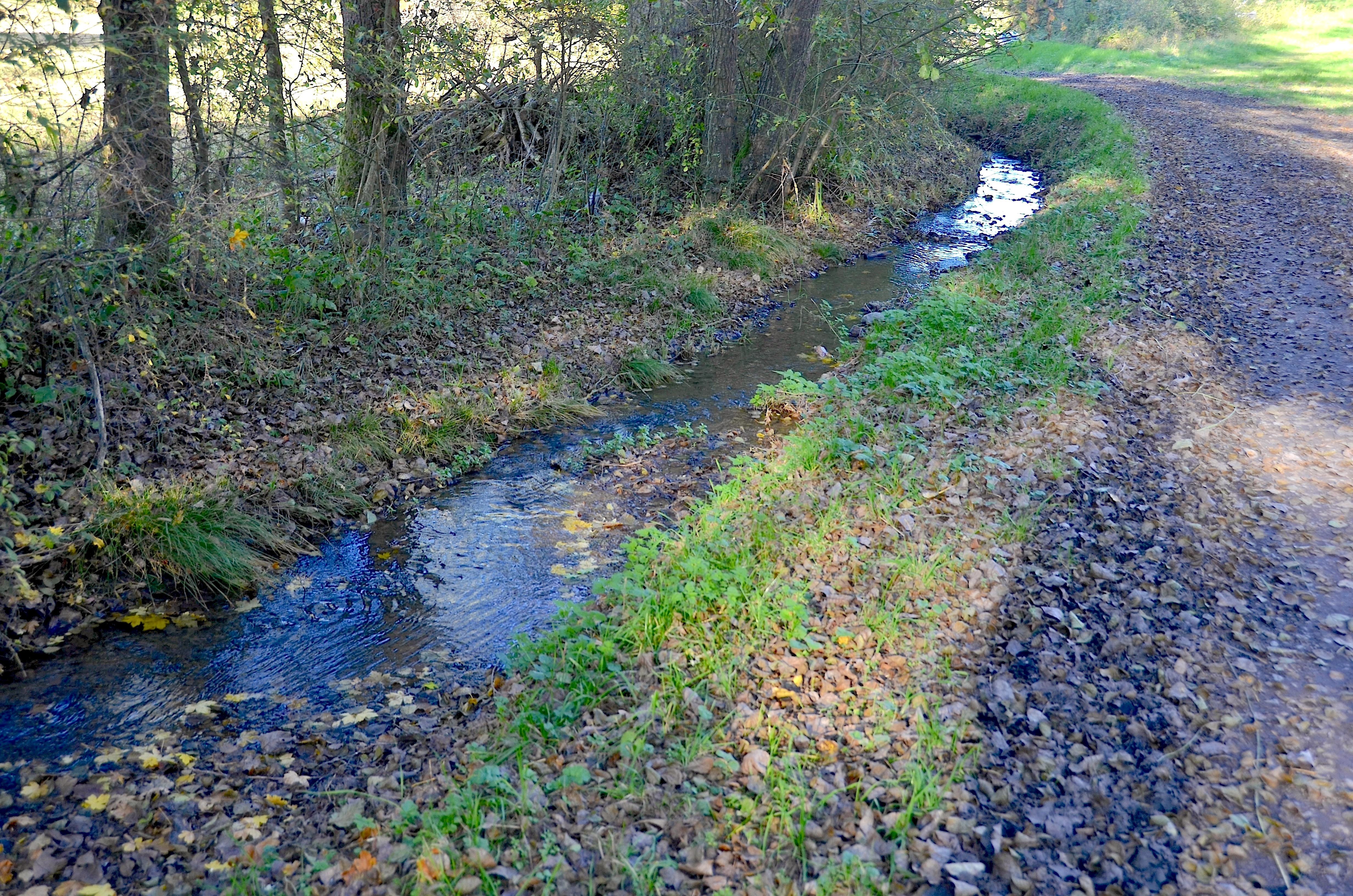
Der Rötenbach bei Owingen

Der Rötenbach entspringt auf etwa 583 m ü. NHN im Waldgebiet Kohlgraben nördlich von Erlaheim, einem Teilort von Geislingen im baden-württembergischen Zollernalbkreis. Von dort fließt er in einer tief eingeschnittenen, bewaldeten Klinge Richtung Nordosten nach Owingen, einem Stadtteil von Haigerloch, wo er von links auf etwa 444 m ü. NHN in die Eyach mündet.
Auf seinem 4,3 km langen Weg hat der Rötenbach ein Gefälle von über 139 Höhenmetern bzw. von 32 ‰.

### Einzugsgebiet
Das Einzugsgebiet umfasst rund 3,5 km² und rechnet naturräumlich größtenteils zum Kleinen Heuberg, einem Teil des Südwestlichen Albvorlandes, der kleine mündungsnahe Teil in der Eyach-Stufenrandbucht dagegen zum Unterraum Eyach-Gäuplatten der Oberen Gäue. Der mit etwa 625 m ü. NHN höchste Punkt darin liegt am Westrand auf dem Rötenberg.
Reihum grenzt es an die Einzugsgebiete folgender Nachbargewässer:
- Das Gebiet im Westen entwässert zum Hauser Talbach, einem größeren Zufluss der Stunzach, die abwärts des Rötenbachs ebenfalls in die Eyach mündet;
- im Nordwesten fließt ein kleinerer Bach direkt zur Stunzach;
- im Norden läuft ein unbeständiger Graben wenig unterhalb zur Eyach;
- im Südwesten zieht der Mittelsbach wenig weiter aufwärts zur Eyach, der
- im Süden über seinen linken Zufluss Wolfsbach konkurriert.

### LUBW
Amtliche Online-Gewässerkarte mit passendem Ausschnitt und den hier benutzten Layern: Lauf und Einzugsgebiet des Rötenbachs

Allgemeiner Einstieg ohne Voreinstellungen und Layer: Daten- und Kartendienst der Landesanstalt für Umwelt Baden-Württemberg (LUBW) (Hinweise)
1. 1 2  Höhe nach dem Höhenlinienbild auf dem Hintergrundlayer Topographische Karte.
2. ↑  Länge nach dem Layer Gewässernetz (AWGN).
3. ↑  Einzugsgebiet nach dem Layer Basiseinzugsgebiet (AWGN).

### Andere Belege
1. ↑  Friedrich Huttenlocher: Geographische Landesaufnahme: Die naturräumlichen Einheiten auf Blatt 178 Sigmaringen. Bundesanstalt für Landeskunde, Bad Godesberg 1959. → Online-Karte (PDF; 4,3 MB)